# Fosfato de carbamoílo sintase
Fosfato de carbamoílo sintase (abreviada na literatura em inglês CPSase, carbamoyl phosphate synthetase) catalisa  a síntese dependente de ATP de fosfato de carbamoílo a partir da glutamina (EC 6.3.5.5) ou amônia (EC 6.3.4.16) e bicarbonato. Esta enzima catalisa a reação de ATP e bicarbonato para produzir carboxifosfato e ADP. Carboxifosfato reage com amônia resultando em ácido carbâmico. Por sua vez, o ácido carbâmico reage com um segundo ATP resultando em carbamilfosfato mais ADP.
Representa o primeiro passo comprometido na biossíntese de pirimidina e arginina em procariontes e eucariotas, e no ciclo da ureia na maioria dos vertebrados terrestres. A maioria dos procariontes porta uma forma de CPSase participa em ambas as biossínteses de arginina e pirimidina, entretanto certas bactérias podem apresentar formas distintas.